# タマン (香港)
タマン (ポルトガル語: Tamão) は、ポルトガル人が16世紀前半の一時期に中国・珠江デルタ内の島に建設したとされる貿易拠点。喜望峰まわりで東洋に進出したヨーロッパ人が最初に中国に到達した場所である。この入植地は1514年に建設されたが、1521年に明の海軍により排除された。

## 位置
1513年5月、ポルトガルの探検家ジョルジ・アルヴァレスが珠江デルタに到達し、そこのある島を「タマン」と名付けた。これはおそらく、それ以前から香港島や深圳の西側の地域につけられていた「屯門」という地名の転訛であると考えられている。そのため、一般には現在の香港・新界の屯門とタマンを結び付けて認識されている。中国側の史料では、ポルトガル人は「屯門澳」付近に入植したと記録されているが、この場所の正確な位置は分かっておらず、現在でも歴史家の間で議論が続いている。これを屯門付近にある二つの湾、すなわち現在の屯門新市鎮に近い青山湾と、新界と南東（現在の深圳市南山区）の間に位置する后海湾（深圳湾）のどちらかに比定されることが多い。後者には明の防衛隊が駐留していた。
ポルトガル側の文献でタマンが島と記録されていることも後代の研究者を混乱させる一因となっている。屯門は島ではないため、研究者の間では、タマンとは別の近くにある島を指しているのではないかという説が挙がっている。J・M・ブラガはポルトガルの文献に登場するタマンを内伶仃島に比定し、この説が西洋の学界では定説となっている。しかし最近では中国の学界から、この説は史実的な裏付けが不十分であるとして、より大きなランタオ島と結びつけるなどいくつかの異説が登場している。